# Louise-Michel (film)
Pour les articles homonymes, voir Louise Michel (homonymie).
Pour plus de détails, voir Fiche technique et Distribution.
Louise-Michel est une comédie française réalisée par Gustave Kervern et Benoît Delépine, connus également comme coauteurs et acteurs des émissions humoristiques sur le pays fictif du Groland. Tourné en 2007, le film a été diffusé lors du festival du film grolandais en septembre 2008. Sa sortie nationale a eu lieu le 24 décembre 2008.

## Synopsis
Un patron délocalise son usine de textiles et déménage l’intégralité de ses machines en une nuit sans prévenir les ouvrières qu'il emploie. Celles-ci décident de mettre leurs indemnités en commun. Sur proposition de Louise (Yolande Moreau), elles font appel à Michel, un tueur professionnel, pour assassiner le patron indigne. Hélas, ce tueur à gages (Bouli Lanners) se révèle totalement incompétent et lâche. Louise, l’ouvrière analphabète, va devoir l'assister pour qu’il puisse exécuter son contrat.

## Contexte
Après Aaltra en 2004 et Avida en 2006, Gustave Kervern et Benoît Delépine montent leur troisième film ensemble. Aussi bien dans Aaltra (road-movie cynique) que dans Avida (fable surréaliste d'anticipation), ils étaient à la fois acteurs et réalisateurs ; pour ce nouveau film, Gustave Kervern figure (très brièvement) dans le casting en tant que capitaine de bateau homosexuel et Benoît Delépine en tant que client d'un bar à hôtesse. Benoît Poelvoorde (qui avait déjà joué dans Aaltra), Albert Dupontel (qui avait joué dans Avida) et Francis Kuntz (de Groland) donnent la réplique à Yolande Moreau et à Bouli Lanners qui campent les deux rôles principaux.
La scène où Louise et Michel courent dans la rue est un clin d’œil au film Trainspotting de Danny Boyle sorti en 1996.

## Fiche technique
- Réalisation : Gustave Kervern et Benoît Delépine
- Scénario : Gustave Kervern et Benoît Delépine
- Directeur de la photographie : Hugues Poulain
- 1er assistant réalisateur : Gérard Bonnet
- 2e assistant réalisateur : Cécile Roullier
- Ingénieur du son : Guillaume Le Bras
- Assistant son : Matthieu Roche
- Directeur de production : Anne Bennet
- Régisseur : Loïc Jouanjan
- Productrice exécutive : Elisa Larrière
- Production : Mathieu Kassovitz et Benoît Jaubert ; MNP Entreprise et Arte France cinéma
- Assistante de production : Marine Meillan
- Distribution : Ad Vitam
- Attaché de presse : François Hassan Guerrar, Julie Tardit et Aurélie Pierrat
- Format de production : 35 mm
- Chef décorateur : Paul Chapelle
- Musique : Gaëtan Roussel (Louise Attaque)
- 447 332 entrées au cinéma Français[réf. souhaitée]
- Sortie : 23 septembre 2008 (Pessac), 24 décembre 2008 ( France sortie nationale)

## Distribution
- Yolande Moreau : Louise Ferrand
- Bouli Lanners : Michel Pinchon
- Benoît Poelvoorde : Guy, l'ingénieur
- Francis Kuntz : Frambard, le sous-directeur
- Lemi Cétol : le vieillard à collerette
- Hervé Desinge : le patron de l'usine en Picardie
- Miss Ming : Jennifer, la cancéreuse
- Albert Dupontel : Miro (scène post-générique)
- Mathieu Kassovitz : le propriétaire de la ferme écolo
- Robert Dehoux : l'aumônier de la prison
- Siné : M. Pinchon, le père de Michel
- Catherine Hosmalin : Mme Pinchon, la mère de Michel
- Jawad Le Flegme : le serveur du bar louche (sous le nom "Jawad Enejjaz")
- Philippe Katerine : lui-même (le chanteur du cabaret)
- Christophe Salengro : le gogo dancer
- Gustave Kervern : le passeur capitaine du bateau
- Yannick Jaulin  : le représentant de la banque
- Jean-Luc Ormières : l'homme d'affaires / le businessman
- Alanis Freitag : Michel Pinchon enfant
- Agnès Aubé : la veuve
- Joseph Dahan : l'employé des pompes funèbres
- Denis Robert : Le vigile
- Fabienne Berne : la secrétaire
- Terence Debarle : Terence
- Jacqueline Knuysen : Jackie
- Sylvie Van Hiel : Sylvie, la déléguée syndicale
- Pierrette Broodthaers : Pierrette
- Christine Ancelin : Christine
- Patricia Sageot : Patricia
- Sylvie Sageot : Sylvie
- Béatrice Croisille : Béatrice
- Stéphanie Davergne : Stéphanie
- Marguerite Ducroquet : Marguerite
- Jackye De Nayer : la patronne du bar à hôtesses
- Garance Fiévet : Garance
- Lumir Richet : Lumir
- Jean-Michel Carlier, Philippe Arezki et Benoît Delépine : les clients
- Éric Martin : l'homme qui rit
- Pierre Renverseau : le prof de gym
- Jean-Louis Barcelona : le serveur de fromages
- Aurore Lagache : la femme du propriétaire de la ferme bio
- Jacky Lambert : le réceptionniste
- Dominique Delhotte : le barman du cabaret
- Olivier Simola : un client du cabaret
- Pascal Rabaté : le père de famille au petit-déjeuner
- Clotilde Delcommune : l'hôtesse d'accueil du siège Nin-Nin
- Aurélia Petit : l'hôtesse à Segway
- Nicolas Crousse : le cadre miraculé
- Frédéric Pierre : le second du bateau
- Stéphane Canda : le cadre pressé
- Guillaume Le Braz : l'avocat
- Charles Steve Davey : le vieux rocker
- Aliette Langolff : la femme du businessman
- Anaïs Samoko : le bébé adopté
- Duarte Prioste : le vigile "nain de jardin"
- Isabelle Delépine : la sage-femme
- Manaël Simola-Bourgaux : le bébé
- Franck Benoist : le policier

## Bande-originale
- Daniel Johnston, Lonely Song
- Daniel Johnston, It's Impossible
- Philippe Katerine, Jésus-Christ mon amour
- Charles Steve Davey, Alcohol and nicotine
- Christophe Salengro, Je suis sentimental
- Palo Alto, Métabolisme explosif en milieu terrestre
- Gaëtan Roussel, Mille milliards de dollars
- Charly Oleg & le professeur Choron, Ouais ouais ouais formidable
- Gaëtan Roussel, Joseph Dahan & Richard Kolinka, Mille bateaux

## Lieux de tournage
- Aisne
  - Guise : les scènes où Michel passe chez son père ont été tournées dans l'ancien familistère de Guise des poêles Godin.
  - Saint-Quentin : le tournage s'est déroulé au palais de Fervaques.

- Somme
  - L'Étoile[2].
- Ille-et-Vilaine
  - Saint-Malo
- Belgique
  - Bruxelles-Capitale
  - Bruxelles : la scène du cabaret a été tournée Chez Maman[3].
- Royaume-Uni
  - Jersey

## Distinctions
Le film a remporté l'Amphore d'or au festival du film grolandais en septembre 2008. Il a obtenu le prix du meilleur scénario au festival de San Sebastian 2008.
En 2009, le film est primé au Festival du film de Sundance, prix spécial « originalité » du jury.
Le film obtient le prix Jacques-Prévert du scénario 2009 dans la catégorie scénario original.